# Regering-Aartshertog Reinier
Dit artikel geeft een overzicht van de regering onder aartshertog Reinier van Oostenrijk in het Keizerrijk Oostenrijk. De feitelijke regeringsleider was staatsminister Anton von Schmerling.
| Functie                                        | Persoon                                      | Van              | Tot               |
| ---------------------------------------------- | -------------------------------------------- | ---------------- | ----------------- |
| Voorzitter van de Ministerraad                 | Reinier van Oostenrijk                       | 4 februari 1861  | 26 juni 1865      |
| Voorzitter van de Ministerraad (gevolmachtigd) | Alexander von Mensdorff-Pouilly              | 26 juni 1865     | 27 juli 1865      |
| Buitenlandse Zaken                             | Johann Bernhard von Rechberg und Rothenlöwen | 17 mei 1859      | 27 oktober 1864   |
| Buitenlandse Zaken (gevolmachtigd)             | Alexander von Mensdorff-Pouilly              | 27 oktober 1864  | 30 oktober 1866   |
| Handel                                         | Matthias von Wickenburg                      | 4 februari 1861  | 26 december 1862  |
| Handel                                         | Josef von Kalchberg                          | 30 augustus 1863 | 30 september 1865 |
| Financiën                                      | Ignaz von Plener                             | 4 februari 1861  | 27 mei 1864       |
| Financiën (gevolmachtigd)                      | Ludwig von Holzgethan                        | 5 juni 1864      | 27 juli 1865      |
| Staatsminister                                 | Anton von Schmerling                         | 4 februari 1861  | 27 juli 1865      |
| Binnenlandse Zaken                             | Josef Lasser von Zollheim                    | 4 februari 1861  | 27 juli 1865      |
| Justitie                                       | Adolf Pratobevera                            | 4 februari 1861  | 18 december 1862  |
| Justitie                                       | Franz von Hein                               | 18 december 1862 | 27 juli 1865      |
| Politie                                        | Karl Mecséry de Tsóor                        | 4 februari 1861  | 27 juli 1865      |
| Marine (gevolmachtigd)                         | Matthias von Wickenburg                      | 26 januari 1862  | 30 augustus 1862  |
| Marine                                         | Friedrich von Burger                         | 30 augustus 1862 | 27 juli 1865      |
| Oorlog                                         | August von Degenfeld-Schonburg               | 4 februari 1861  | 19 februari 1864  |
| Oorlog                                         | Karl von Franck                              | 19 februari 1864 | 6 september 1866  |
| Zonder portefeuille                            | Anton Szecsen                                | 4 februari 1861  | 19 juli 1861      |
| Zonder portefeuille                            | Móric Esterházy                              | 19 juli 1861     | 27 juli 1865      |

Kolowrat · Pillersdorf · Wessenberg · Schwarzenberg · Buol · Rechberg · Aartshertog Reinier · Belcredi